# Julius Lewkowitz
Julius Lewkowitz (geboren am 2. Dezember 1876 in Georgenberg, Deutsches Reich; gestorben 1943 im KZ Auschwitz) war ein deutscher Rabbiner.

## Leben

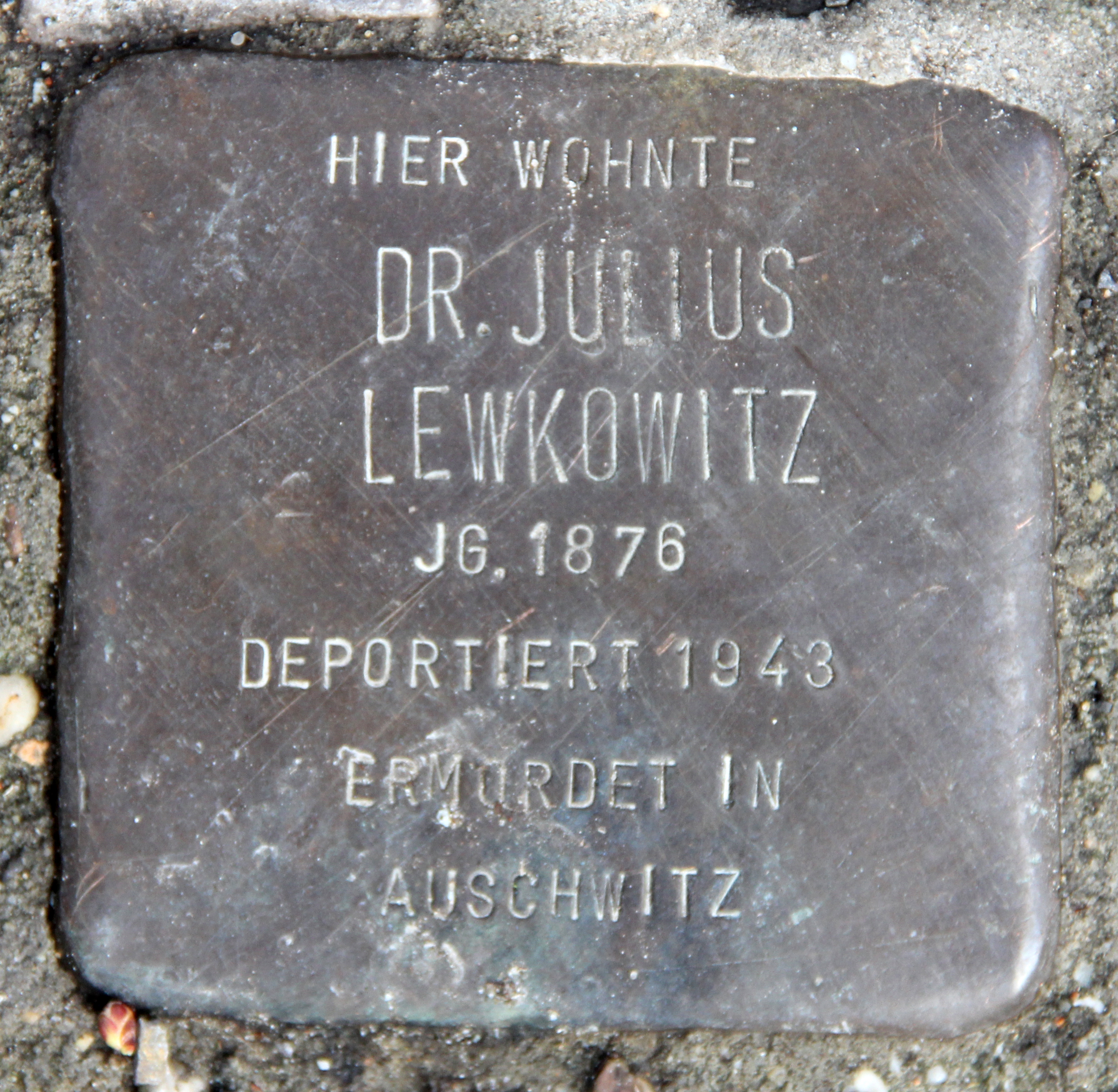
Stolperstein Jagowstraße 38

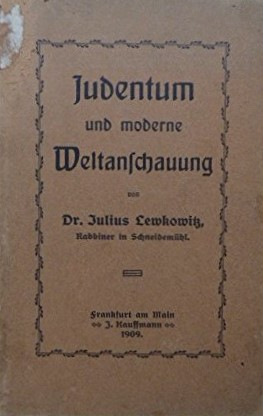
Judentum und moderne Weltanschauung (1909)

Julius Lewkowitz war ein Sohn des jüdisch strengreligiösen Kaufmanns Salomon Lewkowitz und der Charlotte Behnsch, sein jüngerer Bruder Albert Lewkowitz (1883–1954) wurde Rabbiner und Dozent am Jüdisch-Theologischen Seminar in Breslau.
Lewkowitz besuchte die Volksschule in Georgenberg und das Gymnasium in Beuthen und studierte den Talmud beim Großvater, beim Vater und beim Rabbiner Max Kopfstein in Beuthen. Er war ab 1896 Student an der Universität Berlin und am Berliner Rabbinerseminar und ab 1900 am Jüdisch-Theologischen Seminar in Breslau und der Universität Breslau. Er wurde 1902 mit einer Dissertation über Spinoza promoviert und 1903 ordiniert. Von 1902 bis 1912 war er Rabbiner in Schneidemühl. 
Von 1913 bis 1943 wirkte er als Rabbiner und Prediger der Jüdischen Gemeinde Berlin in der liberalen Synagoge Levetzowstraße und führte Jugendgottesdienste an der Neuen Synagoge durch. Daneben unterrichtete er an einem Gymnasium und leitete die VIII. Religionsschule. Von ihm stammen mehrere religionsphilosophische Schriften. Er schrieb Beiträge in Ost und West : illustrierte Monatsschrift für das gesamte Judentum und in der Jüdisch-liberalen Zeitung.  
Mit dem „36. Osttransport“ vom 12. März 1943 wurden Julius und seine Frau Selma Lewkowitz in das KZ Auschwitz deportiert und gelten seitdem als „verschollen“. Sein Bruder überlebte die Judenverfolgung in Deutschland und die KZ-Haft. 

## Schriften (Auswahl)
- Die Grundsätze des jüdisch-religiösen Liberalismus : Vortrag gehalten im jüdisch-liberalen Jugend-Verein zu Berlin. Neurode / Schles. : W. W. (Ed.) Klambt, 1900
- Judentum und moderne Weltanschauung. Frankfurt am Main: J. Kauffmann, 1909
- Die Philosophie Henri Bergsons. Berlin: Rosenthal, 1913
- Die Entstehung des ethischen und religiösen Universalismus, in: Ost und West : illustrierte Monatsschrift für das gesamte Judentum. 1917, S. 555–562